# Dookie
Dookie (с англ. — «Дерьмо») — третий студийный альбом американской рок-группы Green Day, выпущенный на лейбле Reprise Records 1 февраля 1994 года. Пластинка является первой работой группы с продюсером  Робом Кавалло, а также первой выпущенной на мейджор-лейбле. Альбом был записан в 1993 году в студии Fantasy в Беркли (Калифорния). Большинство текстов песен с альбома были сочинены фронтменом группы Билли Джо Армстронгом и в значительной степени основаны на его личном опыте. Композиции затрагивают такие темы, как скука, тревога, отношения и сексуальная ориентация. С альбома было выпущено пять синглов: «Longview», «Basket Case», «Welcome to Paradise», «When I Come Around» и «She».
Dookie получил признание музыкальных критиков после его выхода и победил в номинации «Лучший альтернативный альбом» премии «Грэмми» в 1995 году. Он также имел большой коммерческий успех, достигнув второго места в американском чарте Billboard 200 и также первого места в трёх странах; альбом помог Green Day стать всемирно известными, а панк-рок получил широкую популярность. Позже он был сертифицирован RIAA как двукратно «брилиантовый» и разошёлся тиражом более двадцати миллионов копий по всему миру, что сделало его самым продаваемым альбомом группы и одним из самых продаваемых альбомов в мире. В 2020 году журнал Rolling Stone поместил Dookie на 375-е место в списке «500 величайших альбомов всех времён». В 2024 году альбом был отобран Библиотекой Конгресса для сохранения в Национальный реестр аудиозаписей США как «имеющий культурное, историческое или эстетическое значение».

## Предыстория и запись
Успех второго студийного альбома группы Kerplunk! (1991) в андеграунде вызвал волну интереса к группе. Green Day заинтересовались многие крупные звукозаписывающие компании. Один из менеджеров крупного лейбла даже пригласил группу в Диснейленд на отдых. Группа отклоняла все предложения до встречи с продюсером Робом Кавалло. Они были впечатлены его работой с калифорнийской группой The Muffs, и позже отметили Кавалло как «единственного человека, с которым они могли создать действительно что-то стоящее».
В конечном итоге группа покинула независимый лейбл Lookout! Records и подписала контракт с Reprise Records, что многие фанаты из музыкального клуба 924 Gilman Street расценили это как продажность Green Day. Клуб запретил им вход с момента подписания контракта с мейджор-лейблом. Размышляя о том периоде, вокалист группы Билли Джо Армстронг, сказал журналу Spin в 1999 году: «Я не мог вернуться на панк-сцену, независимо от того, было ли это бы самым большим успехом в мире или самым большим провалом […] Единственное, что я мог сделать, это двигаться дальше».
Роб Кавалло был выбран как главный продюсер, а Джерри Финн стал ответственным за миксы. Green Day изначально дали первую демо-кассету Кавалло, и после прослушивания ее во время поездки домой он почувствовал, что „наткнулся на что-то стоящее“. Сессия записи группы длилась три недели, и альбом был дважды сведён. Армстронг утверждал, что группа хотела создать сухой звук: «Подобный альбому группы Sex Pistols, или первым альбомам Black Sabbath». Группа была неудовлетворена своим звучанием, и Кавалло с ними согласился, после чего альбом был повторно миксован в студии Fantasy в Беркли, штат Калифорния. Позже Билли Джо Армстронг сказал по поводу их студийного опыта: «Всё было уже написано, нам оставалось лишь сыграть».

## Написание песен
Большая часть песен на альбоме написана Билли Джо Армстронгом, за исключением песни «Emenius Sleepus», которая была написана бас-гитаристом Майком Дёрнтом, и скрытого трека «All By Myself» написанного барабанщиком Тре Кулом. Альбом касался различных событий, которые происходили с группой и включал в себя такие темы как тревога, панические атаки, развод, мастурбация, сексуальная ориентация, скука и бывшие подруги.

### Песни 1–7
Песня «Having a Blast» написана Армстронгом, когда он был в Кливленде в июне 1992 года. Сингл «Longview» имеет фирменную бас-линию, которую Дёрнт написал, когда находился под влиянием ЛСД. Первоначальная версия песни «Welcome to Paradise» была включена в треклист второго альбома группы, Kerplunk. Песня была перезаписана с более обработанным звуком для Dookie. Она никогда не имела официального видеоклипа, однако концертная версия песни часто ассоциируется с музыкальным клипом. Видео размещено на официальном сайте Green Day.
Хитовый сингл «Basket Case», который достиг позиций во многих сингл-чартах по всему миру, также был написан Армстронгом под влиянием событий из его личной жизни. Песня посвящена его приступам тревоги и чувству паники до того, как ему поставили диагноз панического расстройства. Третий куплет песни «Basket Case» ссылается на домогательство к проститутке мужского пола. Видеоклип был снят в заброшенной психиатрической лечебнице. «Basket Case» — одна из самых популярных песен группы.

### Песни 8–14
Промо-сингл, «She», был написан Армстронгом о бывшей подруге, которая показала ему феминистское стихотворение с таким же названием. В ответ Армстронг написал текст песни «She» и показал ей. Позже она переехала в Эквадор, что побудило Армстронга включить песню в альбом. Эта же бывшая девушка также является темой песен «Sassafras Roots» и «Chump».
Последний сингл, «When I Come Around», также был вдохновлен женщиной, только на этот раз речь шла о жене Армстронга, тогда ещё подруге, Эдриенн. После ссоры между ними Армстронг оставил Эдриенн, чтобы провести некоторое время в одиночестве. Видеоклип песни показывает участников группы, прогуливающихся ночью по городам Беркли и Сан-Франциско, и в конце концов вернувшихся на прежнее место. Будущий участник концертного состава Green Day, Джейсон Уайт, снялся в эпизодической роли со своей подругой. Эта песня стала первым синглом группы, попавшая первую десятку чарта Hot 100 Airplay и достигла первого места в чарте Modern Rock Tracks в течение 7 недель (на 2 недели дольше, чем «Basket Case»). Он также занял второе место как в Hot Mainstream Rock Tracks, так и в Mainstream Top 40. Песня «Coming Clean» описывает то, как Армстронг смирился со своей бисексуальностью, когда ему было 16 и 17 лет. В своём интервью журналу The Advocate он заявил, что, хотя у него никогда не было отношений с мужчиной, его сексуальность была «чем-то вроде борьбы с самим собой». Армстронг написал песню «In the End» о своей матери и её муже. Он цитирует: «Эта песня о муже моей матери, на самом деле она не о девушке и не о ком-то, кто напрямую связан со мной в отношениях. В конце концов, речь идёт о моей матери».

## Название и обложка
Название альбома является отсылкой к участникам группы, которые часто страдали от диареи, которую они называли «liquid dookie», в результате употребления нездоровой пищи во время гастролей. Первоначально группа должна была назвать альбом Liquid Dookie, однако они сочли это название слишком вульгарным, и поэтому решили остановиться на названии Dookie.
Обложка альбома, нарисованная панком Ричи Бухером, вызвала споры, поскольку на ней были изображены бомбы, сбрасываемые на людей и здания. В центре обложки альбома происходит взрыв во время концерта, а вверху — название группы. Там можно найти и карикатуру на Ангуса Янга — на правой её стороне он стоит на крыше здания, в той самой позе, что и на обложке альбома AC/DC «Let There Be Rock». Армстронг объяснил значение обложки:

Я хотел, чтобы обложка выглядела действительно отличной. Я хотел, чтобы она представляла Восточный Залив, откуда мы приехали. Есть много художников в Восточном Заливе, которые являются столь же важными, как и музыка. Поэтому мы поговорили с Ричи Бухером.

## Выпуск альбома
Dookie был выпущен 1 февраля 1994 года. Альбом разошёлся тиражом всего в 9000 копий за первую неделю и не имел коммерческого успеха до лета 1994 года. Dookie достиг второго места в Billboard 200 в Соединённых Штатах и добился успеха в нескольких других странах, достигнув первого места в Новой Зеландии, Канаде и Австралии; в Великобритании альбом достиг тринадцатого места. В то время как все синглы с альбома попали в чарты нескольких стран, хитовый сингл «Basket Case» вошёл в первую десятку чартов Великобритании и Швеции. Позже в 1995 году, альбом победил в номинации Лучший альтернативный альбом премии «Грэмми», а песни «Longview» и «Basket Case» были также номинированы на Грэмми. На протяжении 1990-х годов копии Dookie продолжали хорошо продаваться и в 1999 году альбом получил бриллиантовую сертификацию; к 2013 году копии альбома Dookie были проданы около 20 миллионов по всему миру и остаётся самым продаваемым альбомом группы.

## Критический прием
| Оценки критиков               | Оценки критиков |
| Источник                      | Оценка          |
| ----------------------------- | --------------- |
| AllMusic                      | [ 26 ]          |
| Alternative Press             | [ 33 ]          |
| Billboard                     | [ 34 ]          |
| Chicago Sun-Times             | [ 35 ]          |
| Chicago Tribune               | [ 36 ]          |
| NME                           | (7/10)          |
| Pitchfork                     | (8.7/10)        |
| The Rolling Stone Album Guide | [ 39 ]          |
| Spin Alternative Record Guide | (8/10)          |
| The Village Voice             | (A−)            |

Dookie получил положительные отзывы от музыкальных критиков. Билл Лэмб из About.com рассматривает его как альбом, который со временем становится ещё лучше, называя его «одним из знаковых альбомов 1990-х годов». Стивен Томас Эрлевайн из AllMusic описал Dookie как «выдающийся фрагмент современного панка, которому многие пытались подражать, но никто не смог превзойти его». Журнал Time в 1994 году объявил Dookie третьим лучшим альбомом года и лучшим рок-альбомом года. Джон Парелес из The New York Times в своём обзоре, опубликованном в начале 1995 года, описал звучание альбома так: «Панк превращается в резвые, потешные, запоминающиеся и мощные поп-песни о нытье и помехам на каналах; апатия редко звучала так неравнодушно». Пол Эванс из Rolling Stone описал Green Day как «убедительных в основном потому, что они наглые противники ценностей панка: вина, жалость к себе, заносчивая ненависть к себе, юмор, нарциссизм, а также веселье».
Нил Штраус из The New York Times, хотя и хвалил общее качество альбома, отметил, что «поп-звук Dookie лишь отдалённо напоминал панк-музыку». Изначально группа никак не реагировала на эти отзывы, но позже заявила, что они «просто пытаются быть самими собой» и что «это наша группа, мы можем делать всё, что захотим». Дёрнт утверждал, что следующий альбом, Insomniac, один из самых жёстких альбомов группы как в лирическом плане, так и в музыкальном, и он был вызван тем, что группа выпустила свой гнев на всю критику со стороны критиков и бывших фанатов.
Наряду с альбомом Smash группы The Offspring, Dookie приписывают помощь в возвращении панк-рока в мейнстрим. Томас Нэссифф с телеканала Fuse назвал Dookie «самым важным поп-панк-альбомом».
В апреле 2014 года Rolling Stone поместил альбом на 1-е место в своём списке «1994: 40 лучших записей из мейнстрима великого года альтернативы». Месяц спустя Loudwire поместил Dookie на 1-е место в своём списке «10 лучших хард-рок-альбомов 1994 года». Guitar World поместил Dookie на 13-е место в своём списке «50 культовых альбомов, которые определили 1994 год».

### Почести
С момента своего выпуска Dookie активно фигурировала в различных списках, где присутствует словосочетание «must have», составленных музыкальными СМИ. Некоторые из списков, в которых был включён альбом, показаны ниже; информация адаптирована из веб-сайта Acclaimed Music.
| СМИ                         | Страна         | Рейтинг                                                                  | Год  | Место |
| --------------------------- | -------------- | ------------------------------------------------------------------------ | ---- | ----- |
| Kerrang!                    | Великобритания | 100 музыкальных альбомов, которые стоит прослушать, прежде чем вы умрёте | 1998 | 33    |
| Classic Rock и Metal Hammer | Великобритания | 200 величайших альбомов 90-х                                             | 2006 | N/A   |
| Роберт Димери               | США            | 1001 Albums You Must Hear Before You Die                                 | 2005 | N/A   |
| Rolling Stone               | США            | 500 величайших альбомов всех времён                                      | 2020 | 375   |
| Rolling Stone               | США            | Лучшие альбомы 1994 года (выбор читателей)                               | 1994 | 1     |
| Rolling Stone               | США            | 1994: 40 лучших записей из мейнстрима великого года альтернативы         | 2014 | 1     |
| Loudwire                    | США            | 10 лучших альбомов хард-рока 1994 года                                   | 2014 | 1     |
| Rolling Stone               | США            | 100 лучших альбомов девяностых                                           | 2010 | 30    |
| Spin                        | США            | 100 величайших альбомов, 1985–2005                                       | 2005 | 44    |
| Зал славы рок-н-ролла       | США            | Definitive 200                                                           | 2005 | 50    |
| Kerrang!                    | Великобритания | 51 величайший поп-панк–альбом навека                                     | 2015 | 2     |

## Живые выступления
Вскоре после выхода Dookie группа отправилась в музыкальное турне по многим странам, начавшееся в Соединённых Штатах, для которого они использовали транспортное средство, принадлежащее отцу Тре Кула, чтобы по нему путешествовать между концертами. Многомиллионная аудитория увидела выступление Green Day на фестивале Вудсток ’94 с одного из сервисов платного телевидения Pay-per-view, что помогло группе привлечь больше фанатов. Это событие стало скандально известным, так как между группой и толпой возникла битва грязью, продолжавшаяся и после окончания концерта Green Day. Во время битвы, охранник ошибочно принял Майка Дёрнта за фаната, который схватил его и повредил руку, а также выбил ему два зуба.
Группа также выступила на фестивале Lollapalooza и в спортивном комплексе Мэдисон-сквер-гарден, где Армстронг исполнил песню «She» полностью обнажённым из-за того, что он не знал, будут ли они когда-нибудь выступать там снова. Группа выступила не только в США и Канаде, но и отыграла ещё несколько концертов в Европе, прежде чем начать запись следующего альбома, Insomniac. Во время турне, Армстронг очень скучал по дому. Его жена, Эдриенн Армстронг, на которой он женился почти через полгода после выхода Dookie, была беременна в течение большей части тура, и Билли Джо Армстронг был огорчён тем, что не мог быть рядом с ней в момент её беременности.
В 2013 году альбом Dookie был полностью сыгран на некоторых концертах Европы в честь предстоящего 20-летнего юбилея альбома.

## Список композиций
Все тексты написаны Билли Джо Армстронгом, кроме отмеченных, вся музыка написана Green Day.
| №                   | Название | Длительность |
| ------------------- | --- | ------------ |
| 1.                  | «Burnout» | 2:07         |
| 2.                  | «Having a Blast» | 2:44         |
| 3.                  | «Chump» | 2:54         |
| 4.                  | «Longview» | 3:59         |
| 5.                  | «Welcome to Paradise» | 3:44         |
| 6.                  | «Pulling Teeth» | 2:30         |
| 7.                  | «Basket Case» | 3:03         |
| 8.                  | «She» | 2:14         |
| 9.                  | «Sassafras Roots» | 2:37         |
| 10.                 | «When I Come Around» | 2:58         |
| 11.                 | «Coming Clean» | 1:34         |
| 12.                 | «Emenius Sleepus» (песня написана Майком Дёрнтом) | 1:43         |
| 13.                 | «In the End» | 1:46         |
| 14.                 | «F.O.D.» («Fuck off and Die». Песня заканчивается на 2:50, далее за ней следует скрытый трек «All by Myself», написанный Тре Кулом и начинается на 4:07) | 5:46         |
| Общая длительность: | Общая длительность: | 39:39        |

## Участники записи
- Green Day
  - Билли Джо Армстронг — вокал, гитара
  - Майк Дёрнт — бас-гитара, бэк-вокал
  - Тре Кул — барабаны, гитара и вокал «All by Myself»
- Технический персонал[69][70]
  - Роб Кавалло, Green Day — продюсер, сведение
  - Джерри Финн — сведение
  - Нил Кинг — звукорежиссёр[71]
  - Кейси МакКрэнкин — звукорежиссёр
  - Ричи Бухер — работа над обложкой
  - Кен Шлес — фотография
  - Пэт Хайнс — работа над буклетом

## Позиции в хит-парадах

### Недельные чарты
| Чарт (1994–1995) | Высшая позиция |
| ---------------- | -------------- |
| Австралия        | 1              |
| Австрия          | 4              |
| Канада           | 1              |
| Германия         | 4              |
| Финляндия        | 5              |
| Ирландия         | 38             |
| Италия           | 45             |
| Новая Зеландия   | 1              |
| Испания          | 6              |
| Швеция           | 3              |
| Великобритания   | 13             |
| США              | 2              |

### Годовые чарты
| Чарт (1995)            | Позиция |
| ---------------------- | ------- |
| Европа (Music & Media) | 7       |
| Германия               | 6       |

### Чарт десятилетия
| Чарт (1990–1999) | Позиция |
| ---------------- | ------- |
| (Billboard 200)  | 33      |

### Синглы
| Год  | Песня                 | Позиция чартов | Позиция чартов | Позиция чартов | Позиция чартов | Позиция чартов | Позиция чартов | Позиция чартов |
| Год  | Песня                 | US Mod         | US Main        | UK             | CAN            | SWE            | NZ             | FRA            |
| ---- | --------------------- | -------------- | -------------- | -------------- | -------------- | -------------- | -------------- | -------------- |
| 1994 | «Longview»            | 1              | 13             | 30             | —              | —              | —              | —              |
| 1994 | «Welcome to Paradise» | 7              | —              | 20             | —              | —              | 21             | —              |
| 1994 | «Basket Case»         | 1              | 9              | 7              | 12             | 3              | 21             | 35             |
| 1995 | «When I Come Around»  | 1              | 2              | 27             | 3              | 28             | 4              | —              |
| 1995 | «She»                 | 5              | 18             | —              | —              | —              | —              | —              |

## Сертификации
| Регион | Сертификация  | Продажи     |
| --- | ------------- | ----------- |
| Аргентина (CAPIF) | Платиновый    | 60 000^     |
| Австралия (ARIA) | 5× Платиновый | 350 000^    |
| Австрия (IFPI Austria) | Платиновый    | 50 000*     |
| Бельгия (BEA) | Золотой       | 25 000*     |
| Бразилия (ABPD) | Золотой       | 100 000*    |
| Канада (Music Canada) | Бриллиантовый | 1 000 000^  |
| Дания (IFPI Danmark) | 4× Платиновый | 80 000      |
| Финляндия (Musiikkituottajat) | Золотой       | 35,205      |
| Франция (SNEP) | Золотой       | 100 000*    |
| Германия (BVMI) | 3× Золотой    | 750 000^    |
| Ирландия (IRMA) | 4× Платиновый | 60 000^     |
| Италия (FIMI) · sales since 2009 | Золотой       | 25 000*     |
| Япония (RIAJ) | Платиновый    | 200 000^    |
| Нидерланды (NVPI) | Золотой       | 50 000^     |
| Польша (ZPAV) | Золотой       | 50 000*     |
| Испания (PROMUSICAE) | Платиновый    | 100 000^    |
| Швеция (GLF) | Золотой       | 50 000^     |
| Швейцария (IFPI Switzerland) | Золотой       | 25 000^     |
| Великобритания (BPI) | 3× Платиновый | 900 000^    |
| США (RIAA) | Бриллиантовый | 10 000 000^ |
| Итого |               |             |
| Европа (IFPI) | 2× Платиновый | 2 000 000*  |
| * Данные о продажах приведены только на основе сертификации. · ^ Данные о тиражах приведены только на основе сертификации. · Данные о продажах + прослушиваниях приведены только на основе сертификации. |               |             |